# Gwen Watford
Pour les articles homonymes, voir Watford (homonymie).
Gwen Watford est une actrice anglaise, née le 10 septembre 1927 à Londres, et décédée d'un cancer le 6 février 1994 à Londres (Royaume-Uni).

## Filmographie

### Cinéma
- 1950 : The Fall of the House of Usher : Lady Usher
- 1960 : Méfiez-vous des inconnus (Never Take Sweets from a Stranger) : Sally Carter
- 1960 : Ailleurs l'herbe est plus verte (The Grass Is Greener) : Hairdresser's Receptionist
- 1962 : The Very Edge : Sister Holden
- 1963 : Cléopâtre (Cleopatra) : Calpurnia
- 1964 : Do You Know This Voice? : Jackie Hopta
- 1970 : Une messe pour Dracula (Taste the Blood of Dracula) : Martha Hargood
- 1975 : The Ghoul : Ayah
- 1987 : Cry Freedom : Wendy's mother

### Télévision
- 1957 : The Silver Sword (série télévisée) : Magrit Balicki
- 1958 : The Winslow Boy (téléfilm) : Katherine Winslow
- 1961 : The Barretts of Wimpole Street (téléfilm) : Elizabeth Barrett
- 1965 : The Rise and Rise of Cesar Birotteau (téléfilm) : Constance Birotteau
- 1966 : Broome Stages (feuilleton TV) : Lettice Broome
- 1970 : The Alien Corn (téléfilm) : Lea Makart
- 1973 : A Face of Your Own (téléfilm) : Moira
- 1974 : The Person Responsible (téléfilm) : Miss Chapman
- 1975 : In This House of Brede (téléfilm) : Dame Catherine
- 1977 : Don't Forget to Write! (série télévisée) : Mabel Maple
- 1984 : Sorrell and Son (feuilleton TV) : Dora Sorrell
- 1984 : Un cadavre dans la bibliothèque (téléfilm) : Mrs. Dolly Bantry
- 1989 : Behaving Badly (feuilleton TV) : Frieda
- 1990 : Relatively Speaking (téléfilm) : Sheila Carter
- 1990 : The Winslow Boy (téléfilm) : Grace Winslow
- 1992 : The Mirror Crack'd (téléfilm) : Mrs. Dolly Bantry